# CLU
CLU是一门编程语言，由芭芭拉·利斯科夫和她的学生在1974年到1975年于麻省理工学院（MIT）创造。虽然它没有被广泛使用，但它引入了抽象数据类型，和许多现在广泛使用的特性，而被视为面向对象编程发展的重要一步。
主要贡献还包括：传共享调用、迭代器、多值返回（并行赋值形式）、参数化类型和可变类型。值得注意的是它使用了具有构造器和方法的类，但没有继承。

## 聚类
CLU的语法基于了ALGOL，这是当时多数新语言设计的起点。关键增补是“聚类”（cluster）概念，它是CLU的类型扩展系统和语言名字的根源（CLUster）。聚类一般对应于面向对象语言中“类”（class）的概念。例如，下面是CLU用来实现复数的语法：
```
complex_number = 
cluster
 
is
 add, subtract, multiply, ...
    rep = 
record
 [ real_part: 
real
, imag_part: 
real
 ]
    add = 
proc
 ... 
end
 add;
    subtract = 
proc
 ... 
end
 subtract;
    multiply = 
proc
 ... 
end
 multiply;
    ...

end
 complex_number;
```

聚类是一个模块，它封装了除了那些在is子句中显式命名的成员之外的所有成员。这些成员对应于现在面向对象语言中一个类的公开成员。聚类还定义了可以在聚类之外引用名字的一个类型（在这个案例中是complex_number），但是它的表示类型（这里的rep）对于外部客户是隐藏的。
聚类名字是全局的，不提供名字空间机制来组织聚类，也不允许它们在其他聚类内部被“局部”创建。
CLU不进行隐式类型转换。在聚类中，显式类型转换up和down在抽象类型和表示之间进行变更。有一个全体类型any，和一个过程force[]来检查一个对象是否是一个特定类型。对象可以是可变的或不可变的，后者是基础类型，比如整数、布尔值、字符和字符串。

## 其他特征
CLU类型系统的另一个关键特征是迭代器，它一个接一个的按顺序的从一个搜集返回对象。迭代器提供了一致的应用编程接口（API），而不管所用于的是什么数据。因此针对complex_number搜集的迭代器，与针对integer数组的迭代器，可以互换使用。CLU迭代器的显著特征是它们被实现为协程，每个值都是通过yield语句提供给调用者的。像CLU中这样的迭代器，现在是很多现代语言比如C#、Ruby和Python的常见特征，然而它们近来经常被称为生成器。下面是迭代器的例子：
```
% 产生从1到n的奇数

odds = 
iter
(n:
int
) 
yields
 
int

    i:
int

    i = 1
    
while
 i < n 
do

        
yield
 i
        i := i + 2
    
end

end
 odds  

 

for
 i:
int
 
in
 odds(13) 
do

    print int$unparse(i) || "\n"

end
```

CLU还包括了异常处理，它参考了在其他语言中的各种尝试；异常使用signal引发，并通过except处理。不同于具有异常处理的多数其他语言，异常不会被隐式的沿着调用链重新发起。不同之处还有，在CLU中异常被当作是正常执行流程的一部份，并作为“正常”而有效的一种类型安全的方式，用来退出循环或从函数返回；这种方式下，“除非”其他条件适用，可以直接指定返回值。既未捕获也未显式的重新发起的异常，被立即转换成特殊失败异常，这典型的会终止程序。
CLU经常被引证为具有类型安全的可变类型的第一个语言，在这里叫作oneof，早于ML语言拥有的叫做代数数据类型的标签联合。
CLU中最后一个显著特征是并行赋值（多赋值），这里多于一个变量可以出现在赋值算符的左侧。例如，书写x,y := y,x将交换x和y的值。以相同的方式，函数可以返回多个值，比如x,y,z := f(t)。并行赋值（但未包括多返回值），在CLU之前已经出现在CPL（1963年）之中，叫作“同时赋值”，然而确是CLU使之流行，并被引证为对后来语言中出现的并行赋值有直接的影响。
在CLU程序中所有对象都存活在堆中，而内存管理是自动化的。
CLU支持参数化类型的用户定义数据抽象。它是提供类型安全限定的参数化类型的第一个语言，它使用where子句结构，来表达在实际类型实际参数上的约束。

## 影响
CLU和Ada是C++的模板的主要启发者。
CLU的异常处理机制影响了后来的语言如C++和Java。
Sather、Python和C#所包含的迭代器，最早出现在CLU中。
Perl和Lua采用的多赋值和从函数调用返回多个值来自CLU。
Python和Ruby从它引入了传共享调用、yield语句和多赋值。